# Autoroute A85 (France)
Pour les articles homonymes, voir A85.
L'autoroute A85 est une autoroute française qui relie l'A11 (à l'Est d'Angers) à l'A71 (à Theillay dans le Loir-et-Cher, au Nord de Vierzon), via le sud de Tours. Elle est longue de 206 km avec un tronçon gratuit entre Tours et Langeais. Elle possède 2 × 2 voies tout le long de son parcours depuis la fin des travaux en 2021 sur plusieurs viaducs autrefois en 2 × 1 voie. La section Tours-Vierzon fait partie du grand contournement de Paris. Cette autoroute est couverte par Radio VINCI Autoroutes (107.7 FM).

## Historique
Le premier tronçon de cette autoroute a été mis en service en 1997, reliant la barrière de péage de Corzé, au Nord d'Angers (échangeur avec l'autoroute A11), à Bourgueil (Indre-et-Loire).
En 2001 la section Est entre l'autoroute A71 et Villefranche-sur-Cher est ouverte à la circulation, prolongée jusqu'à Saint-Romain-sur-Cher en 2003. Parallèlement, le tronçon Druye – Joué-lès-Tours est mis en service en 2002[pas clair], suivi par le franchissement de la Loire jusqu'à l'ouest de Langeais en 2003.
Le tronçon Bourgueil – Langeais est inauguré le 29 janvier 2007avec 7 mois d'avance sur le dernier planning. En effet, le démarrage des travaux aura énormément tardé (DUP annulée) pour des raisons environnementales (passage controversé de l'autoroute à travers un site protégé). Avec la mise en service de ce tronçon, la liaison autoroutière Tours-Angers est enfin achevée.
La dernière section de l'A85, longue de 63 km entre Druye et Saint-Aignan-sur-Cher, est mise en service le 18 décembre 2007 avec 1,5 à 4,5 mois d'avance selon les deux sous-sections. 
À l'origine l’A85 se terminait jusqu’à la rocade de Tours, via la section Druye - Joué-les-Tours mise en service en 2013.
Finalement continuée jusqu'à Vierzon, et passant donc bien au sud de Tours, elle rend « obsolète » cette section Druye – Joué-lès-Tours, alors déclassée en voie express (numérotée RN 851) puis transférée au département d'Indre-et-Loire sous le nom de RD 751.
La section entre Langeais et Druye est gratuite pour permettre de délester la levée de la Loire entre Tours et Langeais.
À partir de 2016, des travaux ont été réalisés pour fluidifier le trafic sur plusieurs viaducs. En effet, cinq ouvrages ont été doublés pour permettre la circulation sur 2 x 2 voies. 
Dans le Loir-et-Cher, les viaducs de la Sauldre (Pruniers-en-Sologne) et du Cher ont été mis en service fin 2019 en 2 × 2 voies. 
Dans l'Indre-et-Loire, plus à l'Ouest, les viaducs de Langeais (enjambant le ruisseau des Agneaux et la ligne SNCF) et de la Perrée (sur la commune de Saint-Patrice) ont été mis en service en 2020 en 2 × 2 voies. Le viaduc de la Roumer (enjambant la rivière du même nom) a également été mis en 2 x 2 voies fin avril 2021.
Depuis 2022, des concertations sont en cours pour la réalisation de 2 nouveaux demi-échangeurs en Indre et Loire.
L’aménagement du demi-diffuseur de Restigné d’une part, qui serait réalisé sur la commune de Coteaux-sur-Loire et permettra d’améliorer l’accès au nord et à l’est du Bourgueillois.
D’autre part, l’aménagement d’un demi-diffuseur à Langeais Nord, sur la commune de Langeais, qui serait réalisé à 4 km à l’ouest de l’échangeur de Langeais Est (n°7), pour les usagers de l’autoroute A85 en provenance et à destination de Tours. Il se composera d’une bretelle d’entrée et d’une bretelle de sortie. L’une et l’autre seront situées au niveau de la RD57 et raccordées au réseau local par deux giratoires.
La mise en service de ces 2 aménagements se ferait en 2026.

## Échangeurs
Section concédée à Cofiroute et payante (sauf entre les sorties 7 à 9.1)
- Échangeur entre A85 et A11 : Paris, Le Mans, Nantes, Angers
- Péage de Corzé (à système fermé) - Depuis et vers Nantes, Angers. (Vers une section gratuite, traversée de la périphérie d'Angers)
  -  Après le péage. Début de l'autoroute A85.
- 1 Beaufort-en-Vallée : Fontaine-Guérin, Beaufort-en-Vallée
  -  Aires de service Longué-La Couaille (sens Angers-Vierzon),  Longué-Les Cossonnières (sens Vierzon-Angers)
- 2 Longué-Jumelles : Longué-Jumelles, Baugé
- 3 Vivy : Vivy, Vernantes, Saumur
- (en projet)  4 Varennes-sur-Loire : Varennes-sur-Loire
  -  Aires de repos Chouzé-sur-Loire (sens  Angers-Vierzon),  Saint-Nicolas-de-Bourgueil (sens Vierzon-Angers)
- 5 Bourgueil : Bourgueil, Chinon
  -  Avant péage.
  -  Avant péage.
  -  Avant péage.
- Péage de Restigné (à système fermé)
  -  Après le péage.
- (en projet)  6 Ingrandes-de-Touraine : Ingrandes-de-Touraine
  - Viaduc de la Perrée.
- Viaduc sur  La Roumer.
- (en projet)  6.1 Langeais - nord : Langeais
  - Viaduc sur la voie ferrée et sur  le Ruisseau des Agneaux.
- 7 Langeais : Cinq-Mars-la-Pile, Langeais, Saumur par RD, Luynes
  - Viaducs sur  le Vieux Cher et sur  la Loire.
- 8 Villandry : Vallères, Lignières-de-Touraine, Villandry
  -  Aire de service des Jardins de Villandry (dans les deux sens)
- 9 Druye : Druye, Monts, Azay-le-Rideau, Chinon
- 9.1 Tours  Échangeur entre A85 et M 751 : Ballan-Miré, Tours (demi-échangeur, depuis et vers Angers)
- Échangeur entre A85 et A10 : Bordeaux, Poitiers, Châtellerault, Paris, Le Mans, Tours, Orléans
  -  Avant péage.
  -  Avant péage.
  -  Avant péage.
- Péage de Veigné (à système fermé)
  -  Après le péage.
- 10 Esvres-sur-Indre : Esvres-sur-Indre, Chambray-lès-Tours, Saint-Avertin, Châteauroux, Loches, Cormery, Montbazon
  -  Aire de service du Val de Cher (dans les deux sens)
- 11 Bléré : Bléré, Loches, Amboise, Montrichard, Chenonceau
  -  Aires de repos La Canarderie (sens  Angers-Vierzon),  Le Bois de Faix (sens Vierzon-Angers)
- Viaduc sur  le Cher.
- 12 Saint-Aignan : Saint-Romain-sur-Cher, Montrichard, Saint-Aignan
- 13 Selles-sur-Cher : Chémery, Contres, Selles-sur-Cher, Cheverny
  -  Aire de service de Romorantin (dans les deux sens)
- Viaduc sur  la Sauldre.
- 14 Romorantin-Lanthenay : Blois, Romorantin-Lanthenay, Villefranche-sur-Cher
  -  Aires de repos Le Jarrier (sens  Angers-Vierzon),  La Grange Rouge (sens Vierzon-Angers)
  -  à 200 m.  Avant échangeur.
  -   Avant échangeur.
  -   Dans l'échangeur.
- Échangeur entre A85 et A71 : Lyon, Clermont-Ferrand, Bourges, Vierzon, Paris, Orléans
- Fin de l'autoroute A85, redirigée vers l'autoroute A71.

## Lieux sensibles
Cette autoroute présentait à l’origine de nombreux viaducs en 2 x 1 voie seulement (ou une voie et une voie pour véhicules lents en montée). Près de Langeais et d'Ingrandes, la vitesse était alors limitée à 90 km/h. Le Cher (près de Mareuil) et la Sauldre (près de Romorantin-Lanthenay) étaient également traversés autrefois par un viaduc à une seule voie par sens de circulation.
Ces viaducs ont tous été mis à 2 x 2 voies entre 2016 et 2021.
- Viaduc de Langeais.
- Viaduc de la Roumer.
- Viaduc de la Perrée.
- Viaducs du Vieux-Cher et de la Loire.

Les viaducs du Vieux Cher et de la Loire à Villandry, financés par le Conseil général d'Indre-et-Loire ont eux été construits dès 2003, avant l'autoroute, en 2 × 2 voies.